# Трейси Хикман
Трейси Рай Хикман (на английски: Tracy Raye Hickman) е американски фентъзи-писател, роден на 26 ноември 1955 г. в Солт Лейк Сити, Юта, САЩ. Той е известен с творбите си за „Драконовото Копие“ (на английски: Dragonlance) в съавторство с Маргарет Вайс.

### Драконовото копие
- Хроники:
- Дракони на есенния здрач1 (1984)
- Дракони на зимната нощ1 (1985)
- Дракони на пролетната зора1 (1985)
- Dragons of Summer Flame1 (1996)

- Легенди:
- Времето на близнаците1 (1986)
- Войната на близнаците1 (1986)
- Изпитанието на близнаците1 (1986)

- The Second Generation1 (1995)

- Войната на Душите:
- Драконите на сломеното слънце1 (2001)
- Драконите на изгубената звезда1 (2002)
- Драконите на изчезналата луна1 (2003)

- The Dark Chronicles:
- Dragons of the Dwarven Depths1 (2006)
- Dragons of the Highlord Skie1 (2007)
- Dragons of the Hourglass Mage1 (2008)

1 (в съавторство с Маргарет Вайс)

#### Dark Sword
(в съавторство с Маргарет Вайс)
1. Forging the Darksword (1987)
2. Doom of the Darksword (1988)
3. Triumph of the Darksword (1988)
4. Legacy of the Darksword (1997)

#### Rose of the Prophet
(в съавторство с Маргарет Вайс)
1. The Will of the Wanderer (1988)
2. Paladin of the Night (1989)
3. The Prophet of Akhran (1989)

#### Death Gate Cycle
(в съавторство с Маргарет Вайс)
1. Dragon Wing (1990)
2. Elven Star (1991)
3. Fire Sea (1992)
4. Serpent Mage (1993)
5. The Hand of Chaos (1993)
6. Into the Labyrinth (1994)
7. The Seventh Gate (1995)

#### Songs of the Stellar Winds
1. Requiem of the Stars (1996)

#### Starshield
(в съавторство с Маргарет Вайс)
1. Starshield: Sentinels (1996)
2. Nightsword (1998)

#### Sovereign Stone
(в съавторство с Маргарет Вайс)
1. Well of Darkness (2000)
2. Guardians of the Lost (2001)
3. Journey into the Void (2003)

#### Bronze Canticles
(в съавторство с Лора Хикман)
1. Mystic Warrior (2004)
2. Mystic Quest (2005)
3. Mystic Empire (2006)

#### Други новели
1. The Immortals (1996)
2. Старкрафт: Скоростта на тъмнината (2002)